# 東京都立両国高等学校・附属中学校の人物一覧
東京都立両国高等学校・附属中学校の人物一覧（とうきょうとりつりょうごくこうとうがっこう・ふぞくちゅうがっこうのじんぶついちらん）は、東京都立両国高等学校・附属中学校に関係する主な人物の一覧記事。

## 学校長・教職員
- 八田三喜（初代学校長）
- 瀧澤又市（旧制府立三中學校教諭）
- 吉丸一昌（元国語科教諭、作詞者･『早春賦』中田章作曲など）
- 広瀬雄（二代目学校長、元英語科教諭）
- 綿貫六助（元英語科教諭）
- 千葉正士（元教諭）
- 唐沢孝一（元生物科教諭、都市鳥研究会代表）
- 大井俊博（元東京都教育委員会人事部　現:昭和学院中学校・高等学校校長）

## 著名な出身者

### 政治
- 浅沼稲次郎（元衆議院議員、日本社会党委員長）
- 臼井荘一（元衆議院議員、総理府総務長官）
- 柿澤弘治（元衆議院議員、外相、大蔵官僚）
- 木内良明（元東京都議会議員、元衆議院議員）
- 木村勉（元衆議院議員）
- 熊川好生（初代浦安市長）
- 島村宜伸（元衆議院議員、文相、農水相）
- 田島衛（元衆議院議員）
- 武田完兵（政治活動家・元路上演奏家）
- 中村哲（元参議院議員、法政大学総長）
- 蜷川虎三（元京都府知事、初代中小企業庁長官、統計学者）
- 初鹿明博（元衆議院議員、元東京都議会議員）
- 福田一（元衆議院議長、元同盟通信記者）
- 福田篤泰（元衆議院議員、総理府総務長官、防衛庁長官、郵政相。元外務官僚）
- 山﨑孝明（元江東区長）

### 行政
- 植村昭三（東京大学教授、WIPO事務局次長、特許庁審査第四部長）
- 及川耕造（経済産業研究所理事長、特許庁長官）
- 大森義夫（内閣情報調査室長）
- 後藤誉之助（エコノミスト、経済安定本部内国調査課長 / 経済白書6期執筆・キャッチフレーズ「もはや戦後ではない」）
- 佐藤謙（防衛事務次官、大蔵官僚）
- 二川一男（厚生労働事務次官）
- 早川三郎（警視総監、日本放送協会専務理事（1943年）、愛知・広島・鹿児島・三重・佐賀各県知事）
- 諸橋襄（会計検査院検査官、衆議院法制部長 、内務官僚 / 新潟中学を経て入学）
- 一宮なほみ（人事院総裁、仙台高等裁判所長官）

### 経済
- 荒木浩（東京電力社長）
- 飯島延浩（山崎製パン社長、日本パン工業会会長）
- 大塚幸之助（大映スターズ社長 / 中退）
- 加賀正太郎（加賀証券社長、ニッカウヰスキー設立者）
- 川村音次郎（キリンビール社長）
- 木山茂年（サックスバーホールディングス設立者・社長）
- 田村哲也（モッズ・ヘア代表）
- 坪井東（三井不動産社長）
- 原善一郎（原合名副社長）
- 平松一朗（京浜急行電鉄社長、横浜新都市センター社長、日本民営鉄道協会会長）
- 藤田近男（キユーピー社長）
- 鷲尾悦也（連合3代目会長）

### 法曹
- 入江俊郎（最高裁判所裁判官。元法制局長官・衆議院法制局長、貴族院議員）
- 小倉秀夫（弁護士）
- 正木ひろし（弁護士）

### 学術
- 荒松雄（東大名誉教授、推理作家、学士院会員）
- 安斎育郎（立命館大学教授）
- 伊東光晴（京都大学名誉教授、紫綬褒章、近代経済学者）
- 稲上毅（東京大学名誉教授、社会学者）
- 井上達夫（東京大学大学院法学政治学研究科教授）
- 岩城秀樹（京都大学大学院経営管理研究部教授）
- 植草一秀（元名古屋商科大学客員教授、元野村総合研究所、元早大専門職大学院教授）
- 大河内一男（元東京大学総長）
- 岡本清（会計学者、一橋大学名誉教授）
- 加藤尚武（哲学者、京都大学大学院教授）
- 金井高志（武蔵野大学教授、弁護士)
- 金子泰藏（東京国際大学創立者、上智大学教授、賠償庁参与官）
- 河合栄治郎（東大自由主義知識人の一人）
- 木内信蔵（地理学者、日本地理学会長、国際地理学連合副会長）
- 岸田日出刀（建築学者、東大安田講堂設計者、芸術院賞）
- 北沢新次郎（経済学者、早大商学部教授。東京経済大学学長）
- 郷通子（お茶の水女子大学学長）
- 澤口俊之（脳科学者・元北海道大学大学院医学研究科教授）
- 杉原荘介（明治大学教授、登呂遺跡発掘者）
- 鈴木敬（医博、元慈恵医大青戸病院長）
- 祖父江孝男（文化人類学者）
- 髙木友之助（元中央大学総長）
- 坪井善明（史学者、早稲田大学名誉教授）
- 戸田禎佑（東洋美術史家、東京大学名誉教授）
- 奈良林祥（医博。著書「HOW TO SEX」で一世を風靡した / 旧中1937年卒）
- 野村兼太郎（経済学者。慶大経済学部教授、学士院会員）
- 長谷川勉（ロボット研究者。九大名誉教授、熊本高等専門学校長、文部科学大臣表彰）
- 濱口富士雄（国文学者）
- 松沢哲郎（京都大学教授、紫綬褒章）
- 三木紀人（国文学者、お茶の水女子大学名誉教授、城西国際大学教授、中世文学）
- 道山弘康（農学者、名城大学教授）
- 宮下充正（体育学者、東京大学名誉教授）
- 武者金吉（地震学者、英語教育者）
- 望月礼二郎（法学者）
- 守随憲治（江戸演劇学、東大教授、実践女子大・関東学園大学長、日本近世学会・日本演劇学会長）
- 山口昇（東京大学教授、土木工学者）
- 山口幸男（教育学者）
- 吉田精一（国文学者。「鑑賞主義論争」で知られている、学士院会員 / 旧中23回生）
- 吉田亮（元千葉大学学長）
- 渡辺宝陽（立正大学元学長名誉教授）

### 文芸
- 芥川龍之介（作家）
- 石田衣良（作家）
- 燕石猷（詩人）
- 落合信彦（作家・ジャーナリスト、定時制卒）
- 久保田万太郎（作家。のち慶應普通部へ）
- 小池昌代（詩人・作家）
- 後藤末雄（作家）
- 大野明男（評論家 / 東大教養学部自治委員長(1950)として初期全学連を指導、著書「全学連-その行動と理論」）
- 小高賢（歌人、講談社取締役、鷲尾悦也の実弟）
- 関野吉晴（作家・医師・探検家）
- 高杉良（作家、定時制中退）
- 立原道造（詩人・建築家）
- 角田喜久雄（推理作家）
- 半村良（作家）
- 深代惇郎（新聞記者）
- 堀辰雄（作家）
- 山口恵以子（作家）
- 牧野茂雄（自動車評論家）

### 芸術
- 川端龍子（日本画家、文化勲章 / 府立一中在籍中、三中設立により移籍）
- 杉山寧（日本画家、芸術院賞、文化勲章）
- 中村清太郎（山岳画家、登山家）
- 西川寧（書道家・書道史家、文化勲章）
- 晝間弘（ひるまひろし、彫刻家、芸術院賞）
- 山本丘人（画家、芸術院賞、文化勲章 / 府立工芸へ転校）
- 海老原一郎（建築家。憲政記念館など）
- 岸田日出刀（建築家。芸術院賞、安田講堂など）※上記「学術」に記載
- 岡部憲明 （建築家）
- 吉村順三（建築家、東京芸術大学建築科教授）
- 鈴木行一（作曲家）
- 早川正昭（作曲家・指揮者）
- 三上亮（ヴァイオリン奏者）
- 渡辺宙明（作曲家、作詞家）

### 芸能
- 石原武龍（脚本家）
- 木村光一（演出家）
- 家城巳代治（映画監督）
- 石田勝心（映画監督）
- 井上金太郎（映画監督 / 中退）
- 山本清史（映画監督）
- 山根成之（映画監督）
- 大石吾朗（俳優）
- 岡野耕作（俳優）
- 高城淳一（俳優）
- トニー谷（ボードビリアン。中退）
- 中野誠也（俳優）
- 本名陽子（声優、女優）
- 石井一孝（ミュージカル俳優・ミュージシャン）
- 沢知恵（歌手、第40回日本レコード大賞アジア音楽賞受賞）
- 五代目三遊亭圓遊（落語家）

### マスコミ
- 石川文洋（フォトジャーナリスト、元朝日新聞カメラマン）
- 井上弘 （元東京放送ホールディングス (TBSHD) 社長）
- 大塚範一（フリーアナウンサー、元NHKアナウンサー、元めざましテレビメインキャスター）
- 川松真一朗（元テレビ朝日アナウンサー、東京都議会議員）
- 近藤美矩（元TBSアナウンサー）
- 沢村三木男（元文藝春秋社長）
- 中川聡（テレビ東京アナウンサー）
- 松田義郎（元NHKアナウンサー、ツェッペリン号来日実況、東郷元帥国葬・大正天皇大喪儀実況など）
- 宮島咲良（フリーアナウンサー、元九州朝日放送アナウンサー）
- 矢野吉彦（フリーアナウンサー）

### 軍人
- 江崎岩吉（海軍技術中将〈造船官〉、海軍艦政本部第4部 基本計画主任〈昭和16-18年〉、海軍艦政本部第4部長〈昭和18年‐海軍消滅〉）
- 榎本重治（海軍書記官、高等官一等〈勅任官。各省次官、陸海軍中将に相当〉）
- 大西新蔵（海軍中将、戦艦「長門」艦長〈昭和15年.10〉、第8艦隊参謀長、海軍省教育局長）
- 櫛淵せん一（陸軍中将、第34軍司令官）

### その他
- パンチョ伊東（パ・リーグ広報部長・野球解説者）
- 岩谷忠幸（気象予報士）
- 岩波重廣（大相撲力士）
- 浮谷東次郎（カーレーサー）
- 中村克郎（婦人科医 / 「きけわだつみのこえ」刊行）
- 吉澤善吉（吉澤野球博物館創立者）